# SRF bi de Lüt

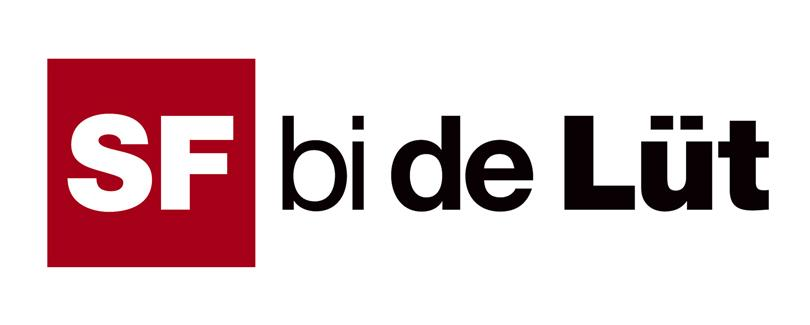
Ehemaliges Logo

SRF bi de Lüt ist eine Fernsehsendereihe von Schweizer Radio und Fernsehen. Die heimatkundlich orientierte Sendung wurde bis Mitte 2020 von Nik Hartmann moderiert und besteht aus einzelnen Staffeln mit verschiedenem Aufbau. Sie wird jeweils am Freitag gegen 20:00 Uhr auf SRF 1 ausgestrahlt. Die Reihe wird regelmässig durch SRF bi de Lüt live ergänzt. Diese Shows werden jeweils am Samstagabend live aus wechselnden Schweizer Ortschaften gesendet. Die Nachfolge von Nik Hartmann übernahmen die vier Moderatoren Nicole Berchtold, Manuel Burkart, Fabienne Gyr und Salar Bahrampoori. Seit 2024 gehört auch Jan Fitze zum Moderatorenteam.

## Formate
Die Liste ist unvollständig; einige Formate wie «Tellspiele» wurden einmalig gedreht und teilweise nicht von Nik Hartmann moderiert.
Ein Ort nimmt ab: Die erste Staffel widmete sich einem ganz speziellen Thema: Ein Ort, nämlich Eglisau, oder vielmehr seine Bewohner, sollten abnehmen. Eine ausgewählte Gruppe von Personen liess sich wiegen und versuchte, in zwölf Wochen möglichst viel Gewicht zu verlieren. Das Experiment gelang und machte die Sendung von Anfang an beliebt.
Heimspiel: Im «Heimspiel» treten drei (in der Staffel von 2009 zwei) Kandidaten gegeneinander an, deren Heimat eine bestimmte Schweizer Gemeinde ist, die aber nie oder zumindest schon lange nicht mehr dort wohnten. In der ersten Runde werden Fragen zur Kultur und zur Geschichte ihres Heimatortes gestellt und bewertet. In den folgenden Runden wird meistens handwerkliches Geschick bei einem speziellen Handwerk aus dem betreffenden Ort erwartet. Das kann vom Kohleschippen für die Brienz-Rothorn-Bahn bis zum Skilaufen mit Ski aus den 1920er-Jahren reichen. Die Aufzeichnung jeder Sendung dauert in der Regel zwei Tage.
Über Stock und Stein: Nik Hartmann unternimmt eine mehrwöchige Reise quer durch die Schweiz, begleitet von seiner Hündin Jabba. Dabei trifft er prominente Persönlichkeiten und philosophiert mit ihnen unterwegs oder er stellt die Orte, die er besucht, genauer vor. In der letzten Etappe besteigt der Moderator jeweils einen Alpengipfel. Am 14. November 2011 ist die zwölfjährige Jabba an einer Magendrehung gestorben.
- 2008: Arbon (TG) – Breithorn (VS)
- 2009: Basel (BS) – Piz Bernina (GR)
- 2010: Appenzell (AI) – Dufourspitze (VS)
- 2011: Saint-Ursanne (JU) – Piz Linard (GR)

Wunderland: Dies ist die Nachfolgesendung von Über Stock und Stein. Nik Hartmann zeigt kaum bekannte Landschaften in der Schweiz und unterhält sich mit den Einwohnern, die meist ein spezielles Hobby oder Beruf haben. Folgende Regionen wurden bereits besucht:
- 2012: Hohgant-Gebiet (BE) – Val de Travers (NE) – Schwarzbubenland (SO) – Puschlav (GR) – Weisstannen-, Tamina- und Calfeisental (SG) – Bleniotal (TI) – Val d’Anniviers (VS)
- 2013: Gantrisch (BE) – Locarnese (TI) – Entlebuch (LU) – Urnersee (UR) – Appenzellerland (AR/AI) – Beverin (GR) – Vallée de Joux (VD)
- 2014: Glarnerland (GL) – Klettgau (SH) – Valle di Muggio (TI) – Zürcher Oberland (ZH) – Calancatal (GR) – Pays-d’Enhaut (FR/BE/VD) – Parc Ela (GR) – Simplon (VS) – Lauterbrunnental (BE)
- 2015: Sarneraatal (OW) – Ajoie (JU) – Val Bavona und Val Lavizzara (TI) – Aargauer Jura (AG) – Toggenburg (SG) – Engstligental (BE) – Goms (VS) – Bergell (GR)
- 2016: Engelbergertal (OW/NW) – Seetal (AG/LU) – Gotthard (UR) – Greyerzerland (FR) – Prättigau (GR) – Derborence (VS) – Eiger, Mönch und Jungfrau (BE)
- 2017: Lötschental (VS) – Emmental (BE) – Malcantone (TI) – Zugerland (ZG) – Lavaux (VD) – Unterengadin (GR) – Val d’Hérens (VS)
- 2018: Seerücken (TG) – Chablais (VS/VD) – Oberbaselbiet (BL) – Mythen-Region (SZ) – Kandersteg/Gasterntal (BE) – Val Bedretto (TI) – Val Müstair (GR)
- 2019 Winter Wunderland: Berner Oberland (BE) – Goms (VS) – Trin (GR)
- 2019 Via Alpina (Etappenorte): Vaduz (FL) – Elm (GL) – Altdorf (UR) – Meiringen (BE) – Griesalp (BE) – Adelboden (BE) – L’Etivaz (VD) – Montreux (VD)

Hüttengeschichten: Während einer Saison wird das Leben und Wirken von Hüttenwarten auf drei SAC-Hütten mit Kameras begleitet. Dabei werden auch die privaten Aspekte gezeigt. Die Sendungen werden jeweils nach dem Ende der Saison im Oktober bis Dezember ausgestrahlt.
- 2011: Gelmerhütte, Silvrettahütte, Rugghubelhütte
- 2012: Rotondohütte, Fridolinshütte, Oberaletschhütte
- 2013: Chamanna Cluozza, Gaulihütte, Hundsteinhütte
- 2014: Suls-Lobhornhütte, Mönchsjochhütte, Saoseohütte
- 2015: Glattalphütte, Spitzmeilenhütte, Basodinohütte
- 2016: Spannorthütte, Konkordiahütte, Albignahütte
- 2017: Bietschhornhütte, Jenatschhütte, Gspaltenhornhütte
- 2018: Sewenhütte, Motterasciohütte, Lauteraarhütte
- 2019: Bergseehütte, Sasc Furä, Weissmieshütte
- 2020: Lidernenhütte, Weisshornhütte, Trifthütte
- 2022: Chelenalphütte, Länta-Hütte, Dossenhütte
- 2023: Leutschachhütte, Glärnischhütte, Capanna Alpe Nimi
- 2024: Rugghubelhütte, Claridenhütte, Glärnischhütte, Cabane de la Dent Blanche

Ab 2014 wurde zusätzlich ein Hüttengeschichten Spezial produziert. In dieser Sendung besuchte Nik Hartmann drei Hütten und sah nach, was sich seit dem letzten Besuch verändert hatte. Dieses Format wird jeweils am Samstag-Abend ausgestrahlt und dauert rund 100 Minuten. 2020 übernahm Manuel Burkart die Präsentation dieses Formats.
- 2014: Gelmerhütte, Rotondohütte, Oberaletschhütte
- 2015: Silvrettahütte, Kinhütte, Gaulihütte
- 2016: Chamanna Cluozza, Mönchsjochhütte, Basodinohütte
- 2017: Spannorthütte, Saoseohütte, Konkordiahütte
- 2018: Spannorthütte, Bietschhornhütte, Albignahütte
- 2019: Hüfihütte, Glattalphütte, Motterasciohütte
- 2020: Motterasciohütte, Sasc Furä, Sewenhütte
- 2021: Coazhütte, Glattalphütte, Trifthütte
- 2023: Bergseehütte, Zapporthütte, Weissmieshütte
- 2024: Chamanna Cluozza, Geltenhütte, Hollandiahütte

Ab April 2021 wurden erstmals die Winterhüttengeschichten ausgestrahlt. Die Sendung zeigt, wie es in der kalten Jahreszeit auf den Hütten zu und her geht. Speziell ist die Situation in der Trifthütte, die schon in der letzten Staffel der Hüttengeschichten porträtiert wurde. Am 30. Januar 2021 wurde bei einem Kontrollflug festgestellt, dass die Hütte von einer Lawine beschädigt wurde.
- 2021: Lobhornhütte, Brunnihütte, Trifthütte, Coazhütte
- 2022: Grialetschhütte, Tierberglihütte, Zapporthütte
- 2023: Suppenalp, Es-cha-Hütte, Hollandiahütte
- 2024: Skihütte Obererbs, Mittlenberghütte, Berggasthaus Wasenalp
- 2025: Oberaarjochhütte, Britanniahütte, Chamanna Jenatsch

Landfrauenküche: An diesem Wettbewerb nehmen in jeder Staffel sieben Bäuerinnen teil. In jeder Folge wird vom Hof einer Teilnehmerin berichtet. Die Hauptaufgabe besteht darin, den anderen sechs ein möglichst ansprechendes und gutes Menü aufzutischen. Diese sechs bewerten dann das Essen der Gastgeberin. In der achten Folge wird die Siegerin gekürt, dabei kochen alle sieben Frauen nochmals zusammen. Die Final-Sendung wird am Samstag-Abend ausgestrahlt und dauert 100 Minuten, sie wurde von Nik Hartmann moderiert. 2020 übernahm Nicole Berchtold die Präsentation dies Formats.
Männerküche: Dieses Format wurde erstmals am 5. April 2013 ausgestrahlt. An diesem Wettbewerb nehmen in jeder Staffel fünf Männer teil. In jeder Folge wird vom Wohnsitz eines Teilnehmers berichtet. Die Hauptaufgabe besteht darin, den anderen vier ein möglichst ansprechendes und gutes Menü aufzutischen. Diese vier bewerten dann das Essen des Gastgebers. In der fünften Sendung wird der Sieger gekürt. Ab 2016 kochten die Männer jeweils für die eigene Mutter sowie den vier Müttern der Kandidaten. Der Gewinner erhält einen Migros-Einkaufsgutschein im Wert von 5000 CHF, die zweit- und drittplatzierten ebenfalls einen kleineren Einkaufsgutschein. Im Jahr 2016 kürten die Mütter Bernhard Kallen zum Gewinner.
Unser Dorf: Diese Sendestaffel dreht sich um das Leben eines Dorfes. Gleichzeitig begleitet die Sendung die Dorfbewohnerinnen und Dorfbewohner und zeigt ihren Alltag und die dörfliche Gemeinschaft. Im Jahr 2012 ist die erste Staffel in Tenna (Graubünden) gedreht worden. Diese Sendung hat am 17. September 2012 in Berlin den Preis des 7. Eurovision Creative Forum als innovativstes Programmformat des öffentlich-rechtlichen Fernsehens gewonnen.
Weitere Dörfer in chronologischer Reihenfolge:
- 2013: Sigriswil, Kanton Bern
- 2014: Visperterminen, Kanton Wallis
- 2015: Schwellbrunn, Kanton Appenzell Ausserrhoden
- 2016: Muotathal, Kanton Schwyz
- 2017: Jaun, Kanton Freiburg
- 2018: Amden, Kanton St. Gallen
- 2019: Twann, Kanton Bern
- 2020: Lungern, Kanton Obwalden
- 2021: Mulegns, Kanton Graubünden

Vereinsgeschichten: Dieses Format wurde erstmals am 23. Oktober 2009 ausgestrahlt. Nik Hartmann besucht verschiedene Schweizer Vereine. Er begibt sich im Kanton Graubünden zusammen mit einer Gruppe Jäger auf die Hochjagd oder hilft beim Aufbau eines Wasserstoffballons, in dem er dann auch über den Aargau fährt.
Die Bösen: In mehreren Folgen werden die Schwinger vorgestellt, die sich auf das Eidgenössische Schwing- und Älplerfest 2010 in Frauenfeld vorbereiten. Die Sendung begleitet die Favoriten. Der Name Die Bösen leitet sich von einem verbreiteten Spitznamen für die kräftig gebauten Schwinger ab.
Die Skilehrer: In mehreren Folgen wird der Alltag von Skilehrern gezeigt. Dabei werden auch Aspekte gezeigt, die man als Aussenstehender nicht kennt. Alles dreht sich darum, dass die Gäste sich wohlfühlen. Bisher wurden drei Orte vorgestellt:
- 2014: Grindelwald
- 2015: Scuol
- 2017: Saas-Fee

Familiensache: Seit 2012 gewähren jeweils drei Familien Einblicke in ihr Alltagsleben.
Heimweh: In je vier Folgen werden seit 2018 Auswanderer auf ihrem Weg zurück in die Schweiz begleitet.
Hotel zum Glück: 2020 wurden fünf Menschen auf der Suche nach Arbeit in der Hotellerie in einer vierteiligen Staffel porträtiert.
Echte Tierhelden: Im Frühling 2020 wurden in fünf Folgen Menschen im Einsatz für das Tierwohl gezeigt.
Z’Alp: Im Juni und August 2020 wurde die erste (dreiteilige) Staffel gezeigt. Ab Ende September 2021 folgte die zweite (fünfteilige) Staffel, im September 2022 die dritte (vierteilige) Staffel.

## SRF bi de Lüt – Live
Aufgrund von Sparmassnahmen wird SRF bi de Lüt – Live am 20. September 2025 zum letzten Mal produziert. Austragungsort der letzten Folge ist Oberägeri.
| Folge | Datum         | Ort                                                | Gäste | Musik |
| ----- | ------------- | -------------------------------------------------- | --- | --- |
| 1     | 21. Juni 2009 | Scuol                                              | | - Ils Fränzlis da Tschlin Stradella - Engadiner Ländlerfründa Schwyzerbuebe - Cor Proget 09 Ün preziüs regal - Marianne Cathomen Für immer du |
| 2     | 28. Juni 2009 | Maienfeld                                          | | - Ländlerkapelle Grischuna Capricorn Grischun - Jugendmusik Mels Titelmusik "Heidi" - Michael von der Heide Paris c'est toi - Nostalgie-Chörli Bad Ragaz Was kann der Sigismund dafür |
| 3     | 5. Juli 2009  | Rapperswil-Jona                                    | - Jessica Tschanz, Rosenkönigin 2009 - Werner Rutz, Schiffskapitän | - Familienkapelle Fischbacher En urchige Muotathaler - Akkordeonduo Henchoz/Müller Musette-Express - Pfannestil Chammer Sexdeet Chakra - Nadja Räss Oldbox - Monique Hast du schon mal Samba getanzt? |
| 4     | 12. Juli 2009 | Andelfingen                                        | - Caspar und Hanna Arbenz, Müller und Müllersfrau - Christian Rüegsegger, Schlossgärtner | - Carlo Brunner's Superländlerkapelle S'Metzgers Märtel - Hanneli-Musig Dorfweibel-Galopp - Philipp Mettler, Dani Häusler und Carlo Brunner Du bist mein Augenstern - Lisa Stoll Amazing Grace |
| 5     | 19. Juli 2009 | Brugg                                              | | - Musikkorps Brugg Allen voraus - Verena Uhlmann & die chline Bärgbrünnler Grittibänz - Peter Schär Salü Willi - Leonard Könnt ich noch einmal, wie ich wollte |
| 6     | 26. Juli 2009 | Laufen BL                                          | | |
| 7     | 2. Aug. 2009  | Willisau                                           | | |
| 8     | 9. Aug. 2009  | Büren an der Aare                                  | | |
| 9     | 16. Aug. 2009 | Guggisberg                                         | | |
| 10    | 23. Aug. 2009 | Ascona                                             | | |
| 11    | 18. Juli 2010 | Grindelwald                                        | | |
| 12    | 25. Juli 2010 | Escholzmatt                                        | | |
| 13    | 8. Aug. 2010  | Schaffhausen                                       | | |
| 14    | 15. Aug. 2010 | Solothurn                                          | | |
| 15    | 22. Aug. 2010 | Romanshorn                                         | | |
| 16    | 29. Aug. 2010 | Chur                                               | | |
| 17    | 5. Sep. 2010  | Zug                                                | | - Fabienne Louves RotWiss - Yasmine-Mélanie & Stefan Roos Menschen in unserem Leben - Jodlerklub Wiesenberg Geburtstagsjuitz |
| 18    | 9. Juli 2011  | Thun                                               | - Raphael Lanz, Stadtpräsident Thun - Hanspeter Latour, ehem. Fussballtrainer - Gölä, Musiker - Roberto Brigante, «singender Plättlileger» | - Gustav - 77 Bombay Street |
| 19    | 16. Juli 2011 | Winterthur                                         | - Ernst Wohlwend, Stadtpräsident Winterthur - Bernard Thurnheer, Sportmoderator - Fabian Unteregger, Comedian - Karin Safi, Fledermausschutzbeauftragte | - TinkaBelle & Luca Napolitano - Bligg & Jan Denli |
| 20    | 23. Juli 2011 | Altdorf                                            | | - Caroline Chevin - Urs Althaus - Esther Schaudt - Baschi - Melanie C |
| 21    | 30. Juli 2011 | Lenzburg                                           | - Hans Huber, Stadtpräsident Lenzburg - Milena Moser, Schriftstellerin | - Seven - Anna Rossinelli - Peach Weber |
| 22    | 6. Aug. 2011  | Brig                                               | - Adrian Arnold, Korrespondent SF, Paris - Viola Amherd, Stadtpräsidentin Brig-Glis - Laura Zurbriggen, Model | - Stefanie Heinzmann Roots to Grow - Edita When the Music Is Over - Natasha Bedingfield Pocketful of Sunshine |
| 23    | 13. Aug. 2011 | Wil SG                                             | - Nöldi Forrer, Schwinger - Bruno Gähwiler, Stadtpräsident Wil - Martin O., Stimmartist, Beatboxer und Musiker - Stéphanie Berger, Schauspielerin - Mädir Eugster, Tänzer und Akrobat | - Martin O. - Adrian Stern Mis Herz - BAP Halv su wild |
| 24    | 20. Aug. 2011 | Luzern                                             | - Stefan Gubser, Schauspieler - DJ BoBo, Musiker - Angy Burri, Künstler - Veri, Komiker | - Stress - Kim Wilde |
| 25    | 7. Juli 2012  | Zürich                                             | - Sarah Meier, Eiskunstläuferin - Iouri Podladtchikov, Snowboarder - Corine Mauch, Stadtpräsidentin Zürich - Beat Schlatter, Schauspieler - Michael Steiner, Filmregisseur | - Marc Sway Non non non - Stress Dreams - Silbermond Für dich schlägt mein Herz |
| 26    | 14. Juli 2012 | Rheinfelden                                        | - Franco Mazzi, Stadtammann Rheinfelden - Adrian Sieber, Sänger - Natascha Badmann, Triathletin - Anet Corti, Schauspielerin - Gaby Gerber, Biersommelière | - Lovebugs Little Boy - Anna Rossinelli Holiday - Sunrise Avenue Hollywood Hills |
| 27    | 21. Juli 2012 | Fribourg                                           | - Pierre-Alain Clément, Stadtammann Fribourg - Thierry Carrel, Herzchirurg - Jean-Pierre Corpataux, Metzgermeister und Künstler - David Bröckelmann, Kabarettist | - Kisha und C.H. Usziit - Mia Aegerter und Polo Hofer Du bisch mini Heimat - Amy Macdonald Slow It Down |
| 28    | 28. Juli 2012 | St. Gallen                                         | - Sonja Nef, ehemalige Skirennfahrerin - Thomas Scheitlin, Stadtpräsident St. Gallen - Regula Esposito, Komikerin Acapickels - Markus Büchel, Bischof Bistum St. Gallen | - Michael von der Heide La nuit dehors - The Baseballs Bitch - Bubble Beatz |
| 29    | 4. Aug. 2012  | Schwyz                                             | - Martin Grab, Schwinger - Hugo Steiner, Gemeindepräsident Schwyz - Padi Bernhard, Sänger - Sven Furrer, Komiker - Christian Aschwanden, CEO Felchlin AG | - Mash Hit-Medley - Eliane Müller Per Dirti Ciao! - Tiziano Ferro Tick Tock |
| 30    | 11. Aug. 2012 | Davos                                              | - Eveline Widmer-Schlumpf, Bundespräsidentin - Hans Peter Michel, Landammann Davos - Claudio Zuccolini, Komiker - Paul Berri, Davoser Original | - Luca Hänni I will die for you - Sina Hinnär Diär - Katie Melua Moonshine |
| 31    | 18. Aug. 2012 | Bern                                               | - Mark Streit, Eishockeyspieler - Alexander Tschäppät, Stadtpräsident Bern - Kuno Lauener, Sänger - Fabian Kauter, Fechter und Musiker - Susanne Kunz, Moderatorin | - Züri West Schmocker oder Schmid - Lunik Me-Time - Bastian Baker Tomorrow May Not Be Better |
| 32    | 6. Juli 2013  | Glarus                                             | - André Reithebuch, Mister Schweiz 2009 - Lisa Marti, Bergsteigerin - Hansruedi Streiff, Konfetti-Produzent | - 77 Bombay Street Oko Town - Anna Rossinelli Let It Go |
| 33    | 13. Juli 2013 | Langnau im Emmental                                | - Martin Gerber, Eishockeytorhüter - Ruedi Kläy, Ur-Langnauer - Magdalena Blaser, Handorgel-Bauerin - Brigitte Kunz, Schwingerin | - Francine Jordi I bi da für Di - Sportfreunde Stiller Applaus, Applaus |
| 34    | 20. Juli 2013 | Zofingen                                           | - Peach Weber, Komiker - Kazim Carman, Schauspieler - Hans Leutwyler, Bäcker und Konditor | - Hecht See Springe - Christophe Maé Tombé sous le charme |
| 35    | 27. Juli 2013 | Neuhausen am Rheinfall                             | - Freddy Nock, Hochseilartist - Lara Stoll, Slam-Poetin - Robert Schaad, Winzer | - Jan Oliver Stay Young - Gabrielle Aplin Panic Cord |
| 36    | 3. Aug. 2013  | Herisau                                            | - Jonas Hiller, Eishockeytorhüter - Hans-Rudolf Merz, Alt-Bundesrat - Sonja Mock, Sennensattlerin | - Lina Button Copy & Paste - Status Quo Looking Out For Caroline |
| 37    | 10. Aug. 2013 | Brunnen                                            | - Monika Kaelin, Sängerin und Schauspielerin - Gielia Degonda, Ordensschwester - Josias Clavadetscher, Fasnächtler | - Gustav Gin - Myron Every Little |
| 38    | 17. Aug. 2013 | Biel/Bienne                                        | - Giulia Steingruber, Kunstturnerin - Remo Widmer, Rapper - Armin Strom, Uhrenpionier | - Eliza Doolittle Big When I Was Little - Baschi Miss Monroe |
| 39    | 9. Aug. 2014  | Spiez                                              | - Adolf Ogi, Alt-Bundesrat - Klaus Wildbolz, Schauspieler - Sunil Mann, Autor - Hans Maibach, Uhrmacher - Maria-Theresia Zwyssig, Abenteurerin | - Bligg Mamacita - Pegasus I Take It All |
| 40    | 16. Aug. 2014 | Weinfelden                                         | - Reto Scherrer, Moderator - Ruth Maria Kubitschek, Schauspielerin - Martin Sax, ehem. Gemeindeschreiber Weinfelden - Daniel Hubmann, Orientierungsläufer - Sabrina Bornhauser, Köchin | - Ritschi Öpfelboum u Palme - Dabu Fantastic Vo Vorn |
| 41    | 23. Aug. 2014 | Engelberg                                          | - Hanspeter Müller-Drossaart, Schauspieler - Christian Meyer, Abt Kloster Engelberg - Martha Bächler, Frau Talammann - Daniel Infanger, Fotograf und Skilehrer - Dominique Gisin, Skirennfahrerin | - Francine Jordi Gegen Dich - Sebalter Saturday |
| 42    | 8. Aug. 2015  | Saanen                                             | - Andreas Matti, Schauspieler - Philippe Bach, Dirigent - Nathalie von Siebenthal, Langläuferin - Bethli Küng, Dorforiginal | - Bastian Baker Everything We Do - Alejandro Reyes The Only One |
| 43    | 15. Aug. 2015 | Sursee                                             | - Simon Schürch, Ruderer - Guido A. Zäch, Arzt und Gründer der Paraplegiker-Stiftung in Nottwil | - 77 Bombay Street Seven Mountains |
| 44    | 22. Aug. 2015 | Stein am Rhein                                     | - Marion Preuss, Journalistin - Gabriel Vetter, Schriftsteller und Kabarettist - Verena Schoch-Karr, Autorin - Roland Leuthold, Hafenmeister | - Lina Button Misty Mind - Dodo Nagellack |
| 45    | 29. Aug. 2015 | Appenzell                                          | - Simon Enzler, Kabarettist - Hampi Fässler, Sennenhandwerker - Gabriela Manser, Unternehmerin | - Hecht Adam und Eva - Baschi Oh wie schad |
| 46    | 3. Sep. 2016  | Aarberg «SRF bi de Lüt – Sommerfest»               | - Ivo Adam, Koch - Christian Stucki, Schwinger - Micheline Hauchcorne, Stand-Up-Paddlerin - Bernd Nicolaisen, Fotograf | - Gustav Ging da |
| 47    | 3. Dez. 2016  | Zermatt «SRF bi de Lüt – Winterfest»               | - Pirmin Zurbriggen, ehem. Skirennfahrer - Fränzi Aufdenblatten, ehem. Skirennfahrerin - Robert Andenmatten, Helikopterpilot Air Zermatt - Bruno Jelk, Bergretter - Samuel Anthamatten, Extrembergsteiger - Dan Daniell, Entertainer & Wirt - Laura Zurbriggen, Model                                                                                 | - Luca Hänni Lonely Days - WintersHome Take Me Out |
| 48    | 18. Feb. 2017 | Arosa «SRF bi de Lüt – Winterfest»                 | - Marco Rima, Comedian - Renzo Blumenthal, ehem. Mister Schweiz | |
| 49    | 27. Mai 2017  | Burgdorf «SRF bi de Lüt – Frühlingsfest»           | - Matthias Sempach, Schwingerkönig 2013 - Johann Schneider-Ammann, Bundesrat - Starbugs Comedy - Röbi Koller, Moderator | |
| 50    | 26. Aug. 2017 | Küssnacht «SRF bi de Lüt – Sommerfest»             | - Franz Heinzer, ehemaliger Skirennfahrer - Kari Hediger, Wetterschmöcker - Soon-Kee Woo, Rigibahn-Kondukteur und Opernsänger | - Maja Brunner Artur Beul Medley |
| 51    | 25. Nov. 2017 | Stans «SRF bi de Lüt – Herbstfest»                 | - Evelyne Binsack, Extremsportlerin - Thomas Niederer, Abfalltaucher | - Heimweh Dankbarkeit - Trauffer Geissepeter |
| 52    | 17. Feb. 2018 | Pontresina «SRF bi de Lüt – Winterfest»            | - Nadia Damaso, Foodbloggerin und Kochbuchautorin - Claudio Zuccolini, Comedian - Beat Anton Rüttimann, Brückenbauer | - Engadiner Ländlerfründä Engadiner Schlawiner |
| 53    | 2. Juni 2018  | Arlesheim «SRF bi de Lüt – Frühlingsfest»          | - Beni Huggel, Ex-Fussballprofi - Jndia und Urs Erbacher, Dragster-Rennfahrer - Gudrun Krieger, erste Fernsehansagerin der Schweiz | - STICKStoff - Baschi wenn d’Wält |
| 54    | 25. Aug. 2018 | Bischofszell «SRF bi de Lüt – Sommerfest»          | - Anita Buri, ex-Miss Schweiz - Hans Leutenegger, Selfmade-Millionär - Hansi Nyfeler, Teilnehmer Race Across America | - Bligg feat. Marc Sway Us Mänsch - Swiss Army Central Band Tower Music |
| 55    | 17. Nov. 2018 | Vaduz, Liechtenstein «SRF bi de Lüt – Herbstfest»  | - Marco Büchel, ex-Skirennfahrer - Sarah Viktoria Frick, Schauspielerin - Prinz Wolfgang von und zu Liechtenstein, ehemaliger Botschafter in der Schweiz | - Francine Jordi Schwärelos - Rääs Weder Dahaam |
| 56    | 26. Jan. 2019 | Adelboden «SRF bi de Lüt – Winterfest»             | - Christoph Kunz, Skirennfahrer - Annerösli Zryd, Adolf Rösti, Hans Pieren und Marc Berthod, ex-Skirennfahrer - Chrigel Maurer, Gleitschirmpilot | - VolXrox Hüt u itz - Nils Burri Ghost - Oesch’s die Dritten Dr Tag isch vergange |
| 57    | 25. Mai 2019  | Bad Zurzach «SRF bi de Lüt – Frühlingsfest»        | - Beat Schwaller, Auswanderer und Holzfäller, Star der Sendung Timber Kings - Marlene Zähner, Tierärztin - Michael Baumgartner, Winzer | - Adrian Stern Medley mit Kinderchor - Pepe Lienhard Sextett Medley |
| 58    | 14. Sep. 2019 | Alt St. Johann «SRF bi de Lüt – Sommerfest»        | - Arnold Forrer, Schwingerkönig - Peter Diener, Erstbesteiger des Dhaulagiri - Maria Walliser, ex-Skirennfahrerin | - Willi Valotti und die Wyberkapelle Momol Fränggi - Heimweh und Francine Jordi Heicho |
| 59    | 25. Jan. 2020 | Samnaun «SRF bi de Lüt – Winterfest»               | - Martin Hangl, ex-Skirennfahrer - Tonia Maria Zindel, Schauspielerin - Nevin Galmarini, Snowboarder | - 77 Bombay Street Bombay - Megawatt 80er Jahr |
| 60    | 6. Juni 2020  | «SRF bi de Lüt – Live»: Das Jubiläum – 60. Sendung | In der 60. Sendung blickte Nik Hartmann mit Co-Moderatorin Annina Campell und «Grill-Ueli» Bernold, der seit Beginn jeweils Grillrezepte vorgestellt hat, auf die vergangenen Sendungen zurück. Sie besuchten dazu drei Austragungsorte (Scuol, Neuhausen und Spiez). Mit dieser Sendung verabschiedete sich Hartmann als Moderator vom SRF-Publikum. | In der 60. Sendung blickte Nik Hartmann mit Co-Moderatorin Annina Campell und «Grill-Ueli» Bernold, der seit Beginn jeweils Grillrezepte vorgestellt hat, auf die vergangenen Sendungen zurück. Sie besuchten dazu drei Austragungsorte (Scuol, Neuhausen und Spiez). Mit dieser Sendung verabschiedete sich Hartmann als Moderator vom SRF-Publikum. |
| 61    | 30. Jan. 2021 | Andermatt «SRF bi de Lüt – Live»                   | - Bernhard Russi, ehemaliger Skirennfahrer - Heidi Z’graggen, Ständerätin - Andreas Schmid, Wirt in Zumdorf | - Stubete Gäng Göschenen-Airolo - Hüüsmüsig Gehrig Glattiis |
| 62    | 15. Mai 2021  | Murten «SRF bi de Lüt – Live»                      | - Véronique Müller, Sängerin - Marijke Moser, ehemalige Leichtathletin, erste Siegerin beim Murtenlauf - Familie Züger, Weltumsegler - Leonard Riesen, Museumsdirektor im Bahnhofdepot | - Volxrox Hey Latina - Kunz Mai |
| 63    | 11. Sep. 2021 | Pfäffikon ZH «SRF bi de Lüt – Live»                | - Manuel Burkart, Comedian - Walter Andreas Müller, Schauspieler | - Heimweh, Medley - Blay (Bligg und Marc Sway), Wüsseschaft |
| 64    | 29. Jan. 2022 | Fiesch «SRF bi de Lüt – Live»                      | - Art Furrer, Bergführer und Hotelier - Daniel Albrecht, ehemaliger Skirennfahrer - Kilian Volken, Bergführer | - Stefanie Heinzmann, Best - Sina, Emma |
| 65    | 21. Mai 2022  | Olten «SRF bi de Lüt – Live»                       | - Pedro Lenz, Schriftsteller - Karl’s kühne Gassenschau, Varieté-Theatergruppe - Franz Hohler, Schriftsteller und Kabarettist - Lisa Christ, Slam-Poetin | - The B-Shakers, Before I Leave My Dear Alone - Roberto De Luca, Volare |
| 66    | 17. Sep. 2022 | Sörenberg «SRF bi de Lüt – Live»                   | - Joel Wicki, aktueller Schwingerkönig - Matthias Sempach, ehemaliger Schwingerkönig - Kunz, Musiker | - Kunz, Famili - SöreBläch, Medley |
| 67    | 28. Jan. 2023 | Grindelwald «SRF bi de Lüt – Live»                 | - Gian Simmen, Snowboard-Olympiasieger - Stephan Siegrist, Extrembergsteiger | - Trauffer, Holz vor der Hütte - Daniel Kandlbauer, Every Drop of Rain |
| 68    | 3. Juni 2023  | Kreuzlingen «SRF bi de Lüt – Live»                 | - Björn Graf Bernadotte, ehrenamtlicher Geschäftsführer der Lennart-Bernadotte-Stiftung - Stefan Züst, Bootsbauer - Hausi Leutenegger, Unternehmer - Anita Buri, Model und ex-Miss Schweiz - Reto Scherrer, Moderator | - Dani Felber, Medley - Joya Marleen, Terrible Things |
| 69    | 16. Sep. 2023 | Laax «SRF bi de Lüt – Live»                        | - Andreas Caminada, Koch - Andri Ragettli, Freestyle-Skier | - 77 Bombay Street, Middle of My World - Kapelle Oberalp, Jodel-Spass |
| 70    | 27. Jan. 2024 | Elm «SRF bi de Lüt – Live»                         | - Vreni Schneider, ehemalige Skirennfahrerin - Gaby Aschwanden, Wanderleiterin - Roger Rhyner, Radiomoderator und Schriftsteller - André Reithebuch, ehemaliger Mister Schweiz | - Francine Jordi, Tausend Leben - Heimatchörli Ennenda, Mi schönschti Melodie - Volxrox, Läbeslang |
| 71    | 28. Sep. 2024 | Richterswil «SRF bi de Lüt – Live»                 | - Philipp Kutter, Nationalrat mit Tetraplegie - Anna-Karina Schmitt, Apnoetaucherin | - Bligg, Rosalie (Tavolata Version) - Stubete Gäng, Wotsch du mit mir gah |
| 72    | 1. Feb. 2025  | Gstaad «SRF bi de Lüt – Live»                      | - Michael von Grünigen, ehemaliger Skirennfahrer - Lamine Diuom, ehemaliger Basketballstar und Müllmann | - Gölä + Schwiizergoofe, 144 - Jodlerklub Lauenen + Schöre Müller, Louenesee |